# 蒼珊瑚
藍珊瑚（学名：Heliopora coerulea），又名蒼珊瑚，是蒼珊瑚目下的唯一一種珊瑚，也是八放珊瑚亞綱中唯一會長出大型骨骼的珊瑚。它們的骨骼是由霰石所組成，與石珊瑚目的相似。珊瑚蟲在骨骼內的筒子中生活，由一層骨骼外的薄組織連結。它們廣泛分佈在印度洋及太平洋，組成淺水的珊瑚礁。
藍珊瑚呈藍色，色彩特別，加上它們較能抵禦不同的環境，故經常是熱帶水族館內的展品。
為CITES附錄II物種

## 外部連結
- . ITIS.